# Vălenii de Munte
Vălenii de Munte là một thị xã thuộc hạt Prahova, România. Dân số thời điểm năm 2002 là 13296 người.